# Usotsuki
Singles de Aya Ueto
Afuresou na ai, daite/Namida wo fuite
(2004) Yume no chikara
(2005)
Usotsuki est le 10e single de Aya Ueto sorti sous le label Pony Canyon le 17 novembre 2004 au Japon. Il atteint la 12e place du classement de l'Oricon. Il se vend à 19 015 exemplaires la première semaine, et reste classé pendant 5 semaines, pour un total de 26 386 exemplaires vendus.
Usotsuki et Ano Hito ni Aitai se trouvent sur l'album remix UETOAYAMIX et sur l'album Re.; Usotsuki se trouve aussi sur la compilation Best of Aya Ueto: Single Collection.

## Liste des titres
| 1. | Usotsuki                               | Tetsurō Oda, Nori | Tetsurō Oda                              | 4:46 |
| 2. | Ano Hito ni Aitai ~hatsu ratsuu style~ | Shinji Araki      | Jun Kawanishi, Kanō Kawashima, Koma2 Kaz | 3:50 |
| 3. | Kaze ~Kitakaze Version~                | Yoshiko Miura     | Tetsuro Oda, Naoya Osada                 | 3:37 |
| 4. | Usotsuki ~Instrumental~                | Tetsuro Oda, Nori | Tetsuro Oda                              | 4:42 |

| 1. | Usotsuki |  |

## Interprétations à la télévision
- Pop Jam (13 novembre 2004)
- Hey! Hey! Hey! Music Champ (15 novembre 2004)
- Utaban (18 novembre 2004)
- Ongaku Senshi Music Fighter (20 novembre 2004)
- Gekkan MelodiX (20 novembre 2004)